# Eritrichium alpinum
Eritrichium alpinum là loài thực vật có hoa trong họ Mồ hôi. Loài này được Ovczinnikova mô tả khoa học đầu tiên năm 1999.